# Leptogorgia obscura
Leptogorgia obscura är en korallart som beskrevs av Bielschowsky 1918. Leptogorgia obscura ingår i släktet Leptogorgia och familjen Gorgoniidae. Inga underarter finns listade i Catalogue of Life.